# Alcochete
Alcochete község és település Portugáliában, Setúbal kerületben. A település területe 128,36 négyzetkilométer. Alcochete lakossága 17569 fő volt a 2011-es adatok alapján. A településen a népsűrűség 140 fő/ négyzetkilométer. A település jelenlegi vezetője Luis Franco.
A község napja minden évben június 24-én van. 
Alcochete híres bikafuttatásairól és közel fekszik Európa leghosszabb hídjához a Vasco da Gama hídhoz, melynek köszönhetően hatalmas fejlődésen ment keresztül a település. I. Mánuel portugál király a városban született 1469. május 31-én. 
2008. január 10-én José Sócrates portugál miniszterelnök bejelentette, hogy Lisszabon közelében itt épül fel egy repülőtér, kihasználva a terület közelségét a fővároshoz.

A község a következő településeket foglalja magába, melyek:
- Alcochete
- Samouco
- São Francisco

## Fordítás
Ez a szócikk részben vagy egészben  az   Alcochete című angol Wikipédia-szócikk ezen változatának fordításán alapul.  Az eredeti cikk szerkesztőit annak laptörténete sorolja fel. Ez a jelzés csupán a megfogalmazás eredetét és a szerzői jogokat jelzi, nem szolgál a cikkben szereplő információk forrásmegjelöléseként.